# Golf de la Boulie
De Golf de la Boulie is een Franse golfclub in Versailles.
De baan maakt sinds 1974 deel uit van Racing Club de France, waar ook een tennis-, rugby- en hockeyclub onder valt, maar men noemt de golfclub nog steeds La Boulie.
In 1901 werd de oudste 18 holesbaan aangelegd, La Vallée. Naast La Vallée heeft de club nog een 18 holesbaan La Foret van 6247 meter lang, en een 9-holes oefenbaan met de naam Le Coteau.